# María de Ayala y Sarmiento
María de Ayala y Sarmiento (¿?-¿?), fue una noble castellana.

## Orígenes familiares
María de Ayala fue hija de Fernán Pérez de Ayala, señor de Ayala, y de María de Sarmiento y Castilla, señora de Salinillas.

## Matrimonio y descendencia
María de Ayala contrajo matrimonio con Pedro García de Herrera y Rojas, mariscal de Castilla y I señor de Ampudia, con el que tuvo los siguientes hijos:
1. Juan Sánchez de Herrera, que murió mozo;
2. Hernando de Herrera o de Ayala, que murió soltero;
3. Pedro García de Herrera, luego López de Ayala, señor de Ampudia y Villacidaler;
4. García de Herrera, luego López de Ayala, señor de Ampudia, Villacidaler, Ayala y Salvatierra, casado con María Sarmiento;
5. Sancho García de Herrera, casado con María de Guevara;
6. Diego García de Herrera, casado con Inés Peraza, señora de Canarias;
7. Gómez de Herrera, comendador;
8. Fray Luis de Herrera, arcediano de Burgos;
9. Fray Martín de Herrera o de Rojas, obispo electo de Zamora;
10. Inés o Constanza de Ayala, casada con Pedro Vázquez de Acuña y Carrillo de Albornoz, I conde de Buendía;
11. Elvira o María de Herrera, casada con Pedro de Luna y Manuel, I señor de Fuentidueña;
12. Alfonso de Herrera, casado con Juana de Ataide.

## Fallecimiento y sepultura
Se desconoce la fecha de su muerte, si bien había fallecido antes de 1455 en que su marido hace testamento y se dice ya viudo. María de Ayala fue enterrada en la iglesia de San Miguel de Ampudia, donde sería sepultado su esposo y donde se conserva su sepulcro restaurado.